# Thierry Siquet
Thierry Siquet, né le 18 octobre 1968 à Huy en Belgique, est un footballeur belge devenu entraîneur.  Il est actuellement le directeur technique de l'Excelsior Virton.

## Biographie

### Carrière de joueur
Il évolue comme défenseur au Standard de Liège, au Cercle Bruges, à Ekeren et à La Louvière. Il remporte la coupe de Belgique en 2003 avec La Louvière, dont il est alors le capitaine. Il termine sa carrière de joueur à Charleroi.

### Carrière d'entraîneur

#### Charleroi SC
A la fin de sa carrière de joueur, Thierry Siquet reste au Sporting de Charleroi et devient l'entraîneur adjoint de Jacky Mathijssen pour la saison 2006-2007.
Pour la saison 2007-2008, Philippe Vande Walle, responsable des gardiens, devient l'entraîneur principal et Thierry Siquet devient son T2. 
Le 10 décembre 2007, Vande Walle démissionne après la défaite 5-1 au Standard de Liège et également à la suite d'une décevante dixième place en championnat (bien en dessous des ambitions du club carolo).  Thierry Siquet est nommé entraîneur principal pour les deux matches suivants et malgré les avoir perdus, il est confirmé dans ses fonctions pour le reste de la saison.
Durant la seconde moitié de la saison, les résultats s'améliorent et le Sporting finit à une honorable huitième place.
Thierry Siquet est confirmé comme entraineur principal des "Zèbres" pour la saison 2008-2009.  
Mais les résultats à nouveau en dents de scie ainsi que des problèmes relationnels avec sa direction, en particulier le Président Abbas Bayat, mettent le Hutois en position délicate. 
Le 16 décembre 2008, Thierry Siquet est finalement remercié et remplacé par l'Écossais John Collins .

#### RE Bertrix
Le 17 mars 2009, il remplace Pedro Gomez à la tête des joueurs de RE Bertrix.

#### Directeur technique de l'Excelsior Virton
Le 7 mai 2013, il devient le nouveau directeur technique des jeunes de l'Excelsior Virton.

#### Manager Foot Élites Études
Le 10 août 2012,  Thierry Siquet est nommé manager Foot Élites de l'association des clubs francophones.

#### Sélectionneur chez les jeunes en équipe nationale belge
Le 1er juillet 2015, il devient le nouveau sélectionneur de l'équipe nationale belge U17 tout en gardant ses fonctions de directeur technique à Virton.
À la suite de la démission de Johan Walem à la tête de la sélection espoirs belge et à la suite de la nomination de Jacky Mathijssen pour le remplacer, Thierry Siquet prend en charge l'équipe nationale espoirs belges des moins de 18 ans, le 14 mars 2020.
Le 23 août 2023, Thierry Siquet est remplacé par Wesley Sonck à la tête des U19.

## Statistiques

### Statistiques de joueur
| Saison                | Club                  | Championnat           | Championnat | Championnat | Coupe nationale | Coupe nationale | Coupe de la Ligue | Coupe de la Ligue | Supercoupe | Supercoupe | Compétition(s) continentale(s) | Compétition(s) continentale(s) | Compétition(s) continentale(s) | Autres compétitions | Autres compétitions | Autres compétitions | Total | Total |
| Saison                | Club                  | Division              | M.          | B.          | M.              | B.              | M.                | B.                | M.         | B.         | Comp.                          | M.                             | B.                             | Comp.               | M.                  | B.                  | M.    | B.    |
| 1986-1987             | Standard de Liège     | Division 1            | 4           | 0           | -               | -               | -                 | -                 | -          | -          | C3                             | 1                              | 0                              | -                   | -                   | -                   | 5     | 0     |
| 1987-1988             | Standard de Liège     | Division 1            | 10          | 0           | 3               | 0               | -                 | -                 | -          | -          | -                              | -                              | -                              | -                   | -                   | -                   | 13    | 0     |
| 1988-1989             | Standard de Liège     | Division 1            | 10          | 0           | 4               | 0               | -                 | -                 | -          | -          | -                              | -                              | -                              | -                   | -                   | -                   | 14    | 0     |
| 1989-1990             | Standard de Liège     | Division 1            | 25          | 1           | 5               | 1               | -                 | -                 | -          | -          | -                              | -                              | -                              | -                   | -                   | -                   | 30    | 2     |
| 1990-1991             | Standard de Liège     | Division 1            | 20          | 1           | 2               | 0               | -                 | -                 | -          | -          | -                              | -                              | -                              | -                   | -                   | -                   | 22    | 1     |
| Sous-total            | Sous-total            | Sous-total            | 69          | 2           | 14              | 1               | -                 | -                 | -          | -          | -                              | 1                              | 0                              | -                   | -                   | -                   | 84    | 3     |
| 1991-1992             | Cercle Bruges KSV     | Division 1            | 27          | 1           | 2               | 0               | -                 | -                 | -          | -          | -                              | -                              | -                              | -                   | -                   | -                   | 29    | 1     |
| 1992-1993             | Cercle Bruges KSV     | Division 1            | 19          | 2           | -               | -               | -                 | -                 | -          | -          | -                              | -                              | -                              | -                   | -                   | -                   | 19    | 2     |
| 1993-1994             | Cercle Bruges KSV     | Division 1            | 28          | 0           | 1               | 0               | -                 | -                 | -          | -          | -                              | -                              | -                              | -                   | -                   | -                   | 29    | 0     |
| 1994-1995             | Cercle Bruges KSV     | Division 1            | 21          | 0           | 1               | 0               | -                 | -                 | -          | -          | -                              | -                              | -                              | -                   | -                   | -                   | 22    | 0     |
| 1995-1996             | Cercle Bruges KSV     | Division 1            | 26          | 0           | 4               | 0               | -                 | -                 | -          | -          | -                              | -                              | -                              | -                   | -                   | -                   | 30    | 0     |
| 1996-1997             | Cercle Bruges KSV     | Division 1            | 20          | 0           | -               | -               | -                 | -                 | 1          | 0          | C2                             | 1                              | 0                              | -                   | -                   | -                   | 22    | 0     |
| Sous-total            | Sous-total            | Sous-total            | 141         | 3           | 8               | 0               | -                 | -                 | 1          | 0          | -                              | 1                              | 0                              | -                   | -                   | -                   | 151   | 3     |
| 1997-1998             | Germinal Ekeren       | Division 1            | 30          | 1           | 5               | 0               | 3                 | 0                 | -          | -          | C2                             | 4                              | 0                              | -                   | -                   | -                   | 42    | 1     |
| 1998-1999             | Germinal Ekeren       | Division 1            | 27          | 0           | 1               | 0               | 3                 | 0                 | -          | -          | C3                             | 4                              | 0                              | -                   | -                   | -                   | 35    | 0     |
| Sous-total            | Sous-total            | Sous-total            | 57          | 1           | 6               | 0               | 6                 | 0                 | -          | -          | -                              | 8                              | 0                              | -                   | -                   | -                   | 77    | 1     |
| 1999-2000             | RAAL La Louvière      | Division 2            | 33          | 0           | 3               | 0               | -                 | -                 | -          | -          | -                              | -                              | -                              | TF                  | 6                   | 0                   | 42    | 0     |
| 2000-2001             | RAAL La Louvière      | Division 1            | 28          | 0           | 2               | 0               | -                 | -                 | -          | -          | -                              | -                              | -                              | -                   | -                   | -                   | 30    | 0     |
| 2001-2002             | RAAL La Louvière      | Division 1            | 29          | 3           | 3               | 0               | -                 | -                 | -          | -          | -                              | -                              | -                              | -                   | -                   | -                   | 32    | 3     |
| 2002-2003             | RAAL La Louvière      | Division 1            | 32          | 0           | 7               | 1               | -                 | -                 | -          | -          | -                              | -                              | -                              | -                   | -                   | -                   | 39    | 1     |
| 2003-2004             | RAAL La Louvière      | Division 1            | 28          | 1           | 4               | 0               | -                 | -                 | 1          | 0          | C3                             | 2                              | 0                              | -                   | -                   | -                   | 35    | 1     |
| Sous-total            | Sous-total            | Sous-total            | 150         | 4           | 19              | 1               | -                 | -                 | 1          | 0          | -                              | 2                              | 0                              | -                   | -                   | -                   | 172   | 5     |
| 2004-2005             | Charleroi SC          | Division 1            | 20          | 0           | 1               | 0               | -                 | -                 | -          | -          | -                              | -                              | -                              | -                   | -                   | -                   | 21    | 0     |
| 2005-2006             | Charleroi SC          | Division 1            | 11          | 1           | -               | -               | -                 | -                 | -          | -          | CI                             | 2                              | 0                              | -                   | -                   | -                   | 13    | 1     |
| Sous-total            | Sous-total            | Sous-total            | 31          | 1           | 1               | 0               | -                 | -                 | -          | -          | -                              | 2                              | 0                              | -                   | -                   | -                   | 34    | 1     |
| Total sur la carrière | Total sur la carrière | Total sur la carrière | 448         | 11          | 48              | 2               | 6                 | 0                 | 2          | 0          | -                              | 14                             | 0                              | -                   | 6                   | 0                   | 524   | 13    |

## Palmarès

### Palmarès de joueur
|  |  | Standard de Liège - Coupe de Belgique : - Finaliste : 1988 et 1989 |  | Cercle Bruges KSV - Coupe de Belgique : - Finaliste : 1996 - Supercoupe de Belgique : - Finaliste : 1996 |  | RAAL La Louvière - Coupe de Belgique (1) : - Vainqueur : 2003 - Supercoupe de Belgique : - Finaliste : 2003 |